# 小塩八郎右衛門

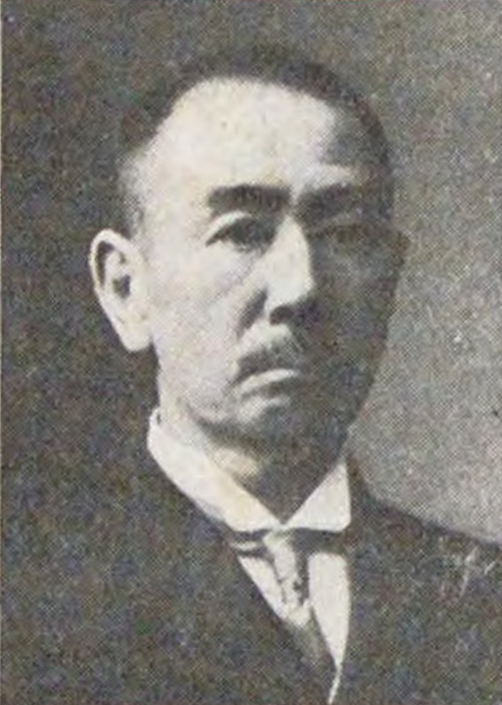
小塩八郎右衛門

小塩 八郎右衛門（こしお はちろうえもん、1865年12月27日（慶応元年11月10日） - 1947年（昭和22年）1月17日）は、明治時代から昭和時代初期の政治家、銀行家。貴族院多額納税者議員、衆議院議員。前名は堅作。

## 経歴
小塩八郎右衛門寛蔵利殖の長男として、相模国大住郡戸田村（神奈川県中郡相川村を経て現・厚木市）に生まれる。1883年（明治16年）10月、家督を相続し前名を改め八郎右衛門を襲名した。小笠原東洋に漢学を学ぶ。農業を営み、相川村収入役、同村長、神奈川県会議員、地方森林会議員、県農会副会長、徴兵参事員、所得調査委員を歴任する。ほか、神奈川県農工銀行頭取、産業組合中央会支部長を務めた。
1917年（大正6年）第13回衆議院議員総選挙で神奈川県郡部から無所属で出馬して当選。当選後、新政会に所属した。ついで1920年（大正9年）第14回衆議院議員総選挙では神奈川県第6区から立憲政友会所属で出馬して当選した。また、神奈川県多額納税者として貴族院議員に互選され、1925年（大正14年）9月29日から1932年（昭和7年）9月28日まで在任した。